# Yumix
YUMIX（ユミックス）は、栃木県佐野市出身のタレント。風間由美名でも活動する。身長は162cm。血液型はAB型。趣味はパソコン、フィッシング、グルメ、旅、映画鑑賞。バラエティや釣番組、ドラマやコマーシャルを主として活動。エフイープロダクツ所属。AV女優の風間由美（風間ゆみ）とは別人。

## 略歴
- 中学高校時代より芸能活動を行なう。
- 高校卒業と共に東京へ住所を移し、本格的な芸能活動を開始する。
- 芸能活動を始めるにあたって東京アクターズスタジオで演技を学ぶ。
- 女優として演技を学ぶとともに、モデル業やインターネット、デジタルに強いタレントとして、バラエティ番組や雑誌等を中心に活躍。
- 釣り番組にも数多く出演し、プロの釣り師から多くを学ぶ。女性釣りタレントの先駆け的存在。
- 現在、タレント、ドラマ、レポーターなどの仕事を行いながらも雑誌、ウェブでライターとしても多くの仕事をこなす。

## 主な出演作品

### テレビドラマ
- 赤ひげ
- 木曜日の食卓
- 西遊記
- 炎立つ
- 新半七捕物帳
- 新宿鮫・屍蘭

### 映画
- 動天
- 神様の言うとおり

### テレビ番組
- あさ天5（NTV）
- TV-インターネット（NHK）
- テレメア王国（KHB）
- 釣りロマンを求めて（TX）
- DO!フィッシング（CATV）
- YUMIXの気軽に釣りライフ（SKY PerfecTV! ch280）
- YUMIXの気ままに釣りライフ（SKY PerfecTV! ch280）
- ダイワ・証券情報TV「楽しく学ぼう! 証券タイム@TV」（SKY PerfecTV! ch766）
- 岡本信人の髪らつ変身工房（TVK）
- HITACHIマルチメディア商品企画室（CS）
- ジェネX（NTV）

### 舞台
- 欲望という名の電車（ブランチ役）
- パーツ（準主役&歌）
- ニゲポ（主役）
- P-59（ニュースキャスター・いづみ役）

### コマーシャル
- テレパル（小学館）カップル編
- アミノマイルド（コーセー）松田聖子後輩OL役
- フェデラルエクスプレス（FedEX）オフィス編

### 雑誌・連載
- 日経ゼロワン（日経ホーム出版社）「Yumix's eye!」
- ディノス・パラダイス「インターネットなんてこわくない」

### 雑誌
- 月刊テレパルエフ（小学館）
- Get Navi（学研）
- ダイヤモンドZAi（ダイヤモンド社）
- 週刊アスキー（株式会社アスキー)
- 日経ネットナビ（日経BP)
- 日経クリック（日経BP)
- インスティテューショナル・インベスター
- ケータイマガジン
- インターネットTVガイド
- デジタルスピリッツ
- デビュー別冊

など

### インターネット
- ドラマ：NEVERMIND 第5話・ゲスト主演（真木洋子役）
- ドラマ：ポジティブ帝国
- 会社生活の友:「おためし通販」、「おしゃれデジタル」
- バッドガールWEB:「デジタル小町」
- TEPORE（東京電力）:「デジタルcafe」、「快適!デジタルライフ」
- 日経ネットトレーディング:「Yumix の体当たりリサーチ」
- インターネットテレメア王国
- NHK情報ネットワーク「bCuore（ビ・クオーレ）」
- 東京ホットビューティー
- ST. GAIA：パーソナリティ
- ゲームショー：現場中継レポート